# Mixojapyx
Mixojapyx es un género de Diplura en la familia Japygidae.

## Especies
- Mixojapyx barberi Ewing & Fox, 1942
- Mixojapyx conspicuus Silvestri, 1933
- Mixojapyx cooki Ewing & Fox, 1942
- Mixojapyx dampfi Silvestri, 1948
- Mixojapyx dechambrieri Pagés, 1977
- Mixojapyx impar Silvestri, 1948
- Mixojapyx notabilis Silvestri, 1948
- Mixojapyx reddelli Muegge, 1992
- Mixojapyx riggii Silvestri, 1948
- Mixojapyx saussurei (Humbert, 1868)
- Mixojapyx tridenticulatus (Fox, 1941)